# Zeuhl
Zeuhl («небесный», «космический»; произносится «дзёль», но по-русски часто пишется и произносится как «цойл» или «цойль») — стиль рок-музыки, поджанр прогрессивного рока, изобретённый Кристианом Вандером, барабанщиком французской группы Magma.
Первоначально, это была своеобразная форма фьюжн или, скорее, т. н. «французского Кентербери», с креном в сторону авангардного и фри-джаза. Однако, после альбома 1973 года «Mëkanïk Dëstruktïẁ Kömmandöh», Magma продемонстрировала абсолютно новый путь в прогрессиве, основанный на репетативном многоголосом пении в темпе, близком к готическим маршам. Сам упомянутый альбом сильно напоминал «Кармину Бурану» К. Орфа, а также «Свадебку» И. Стравинского, спетые на изобретённом Вандером «кобайском» языке.
На данный момент, в дзёле существует два основных направления, основанные на творчестве Магмы до и после 1973 года:
- Мрачноватый экспрессивный фьюжн с уклоном в авангардный джаз (Eider Stellaire, Kultivator, Potemkine) или экспериментальный, тяготеющий к джазу РИО (Dun, Archaia, Shub-Niggurath)
- Эпический вокальный цойл (Eskaton, Koenji Hyakkei, Pseu, Weidorje).

Сама Магма надолго оставила за собой лидирующие позиции в обоих направлениях, впрочем, к новому веку окончательно сделав выбор в пользу вокальной ипостаси.

## Характерные особенности
- Т. н. галопирующий бас.
- Цикличность и репетативность, роднящие с краут-роком.
- Короткие быстрые музыкальные фразы (в рамках фьюжн-дзёль).
- Гипнотизирующие (часто, хоровые) вокализы.
- Мощные маршевые аранжировки.
- Полифония.
- Характерное («дзёльское») звучание инструментов.
- Тексты на несуществующих языках.
- Фантастическая и апокалиптическая тематика.

## История жанра

### 1969—1978 гг. — Магма
Ранняя история дзёля полностью связана с именем Кристиана Вандера, барабанщика группы Magma. В равной степени увлеченный как джазом, так и прогрессивным роком, Вандер, после ряда менее удачных групп, создает Магму и записывает с ней сразу одноимённый двойной альбом, ставший началом знаменитой эпопеи о планете Кобайя, где развернулась борьба духовности и технократизма.
В 1973 г. записан эпохальный альбом «Mëkanïk Dëstruktïẁ Kömmandöh», совершивший своего рода революцию в прогрессивной музыке. Этот же альбом стал первой записью в рамках трилогии «Theusz Hamthaak» о кобайском пророке по имени Небер Гёдатт, принесшем космическое знание на Землю.
В 1974—1978 годах Магма записывает свои последние альбомы классического периода, после чего Вандер объявляет о роспуске группы.
В этот же период были записаны цойловые альбомы групп, впоследствии эволюционировавших в представителей других родственных жанров — Art Zoyd (камерный рок), Zao (авангардный фьюжн) и др.

### 1979—1986 гг. — Франция и Бельгия
Уже в период активной деятельности Магмы, множество музыкантов, прошедших через группу, организовали свои проекты, продолжающие традиции, заложенные Вандером. В начале 1980-х эти группы создали признанные шедевры дзёля. Среди лидеров этого движения в первую очередь нужно назвать Eskaton, Eider Stellaire, Dün, Weidorje, а также самую мрачную группу авангардного дзёля — Shub-Niggurath.
К концу 1980-х большинство групп прекращают свою деятельность.

### 1990-е гг. — Япония
Возрождение как самого жанра, так и интереса к нему во многом связано с творчеством японского барабанщика Тацуя Ёсиды, организатора бесчисленных проектов в рамках самых разнообразных жанров, наиболее знаменитыми из которых стали дзёль-проекты Ruins и Koenji Hyakkei. В них Ёсида соединил узнаваемый стиль Магмы времён 1973 года с более современным и экспрессивным хардкоровым звучанием.
Среди прочих японских групп, оказавшихся в авангарде возрождения цойла, стоит отметить Bondage Fruit и Happy Family.

### 2000-е гг. — Возвращение Магмы
Начало нового тысячелетия было ознаменованно возвращением Магмы к полноценной творческой и концертной деятельности. Группа записала ряд альбомов, весьма тепло встреченных и критиками, и публикой. Появились также и новые группы, исповедующие как французскую, так и японскую школы дзёля, среди которых такие авторитетные коллективы, как Runaway Totem, Universal Totem Orchestra, Demi Semi Quaver и др.